# ビル県
ビル県（ビルけん）は中華人民共和国チベット自治区ナクチュ市の県の一つ。県名はチベット語で「雌ヤクの群れ」の意。怒江上流に位置する。県政府所在地はビル鎮（比如鎮）。

## 行政区画
2鎮、8郷を管轄：
- 鎮：ビル鎮（比如鎮）、夏曲鎮
- 郷：白嘎郷、達塘郷、恰則郷、扎拉郷、羊秀郷、香曲郷、良曲郷、茶曲郷

## 交通

### 道路
- 国道
  - G317国道